# Sydney Goldstein
Sydney Goldstein (* 3. Dezember 1903 in Kingston upon Hull; † 22. Januar 1989 in Belmont (Massachusetts)) war ein britischer Mathematiker, der sich mit Hydrodynamik befasste.

## Leben
Goldstein studierte ab 1921 Mathematik an der University of Leeds und danach an der Cambridge University, wo er 1927 den Smith-Preis gewann und 1928 bei Harold Jeffreys promovierte über Mathieu-Funktionen. Nach einem Jahr an der Universität Göttingen (in dem von Ludwig Prandtl gegründeten Institut für Strömungsforschung) wurde er 1929 Lecturer an der Manchester University (und im selben Jahr Fellow des St. John’s College in Cambridge), wo vorher die Fluiddynamiker Osborne Reynolds und bis zu seinem Ruhestand 1920 Horace Lamb wirkten. 1931 war Goldstein wieder in Cambridge, wo er von Lamb, der 1934 verstarb, die Herausgabe der Modern Developments in Fluid Dynamics (1938) übernahm. Während des Zweiten Weltkriegs arbeitete er an den National Physical Laboratories. Nach dem Krieg wurde er Professor für Angewandte Mathematik in Manchester, ging aber 1950 an das Technion in Haifa. Da ihm die Verwaltungsarbeit nicht zusagte, wechselte er 1955 an die Harvard University.
Goldstein befasste sich insbesondere mit der numerischen Lösung der Grenzschichttheorie (von Prandtl), Aerodynamik und speziell dem Widerstand von rotierenden Scheiben in Flüssigkeiten (1935). Er galt als einer der führenden britischen Spezialisten in Hydrodynamik.
1935 erhielt er den Adams Prize. 1937 wurde er Fellow der Royal Society. 1956 wurde er in die American Academy of Arts and Sciences gewählt. Er war auswärtiges Mitglied der Königlich-Niederländischen Akademie der Wissenschaften und der Finnischen Wissenschaftlichen Gesellschaft (Suomen Tiedeseura). 1946–1949 war er Vorsitzender des Aeronautical Research Council. 1954 hielt er einen Plenarvortrag auf dem Internationalen Mathematikerkongress in Amsterdam (On some methods of approximation in fluid mechanics). 1984 erhielt er die G. I. Taylor Medal. Er war Ehrendoktor mehrerer Universitäten.

## Schriften
- als Herausgeber: Modern developments in fluid mechanics, Oxford, Clarendon Press 1938, Dover 1965
- Lectures on Fluid Mechanics, Interscience, New York 1960
- Views on the meaning of Zionism and of applied mathematics fifty years ago and now, Leeds University Press 1973